# 凯恩 (德国)
凯恩是德国莱茵兰-普法尔茨州的一个市镇。总面积3.89平方公里，总人口2549人，其中男性1231人，女性1318人（2011年12月31日），人口密度655人/平方公里。